# پیتسانولوک

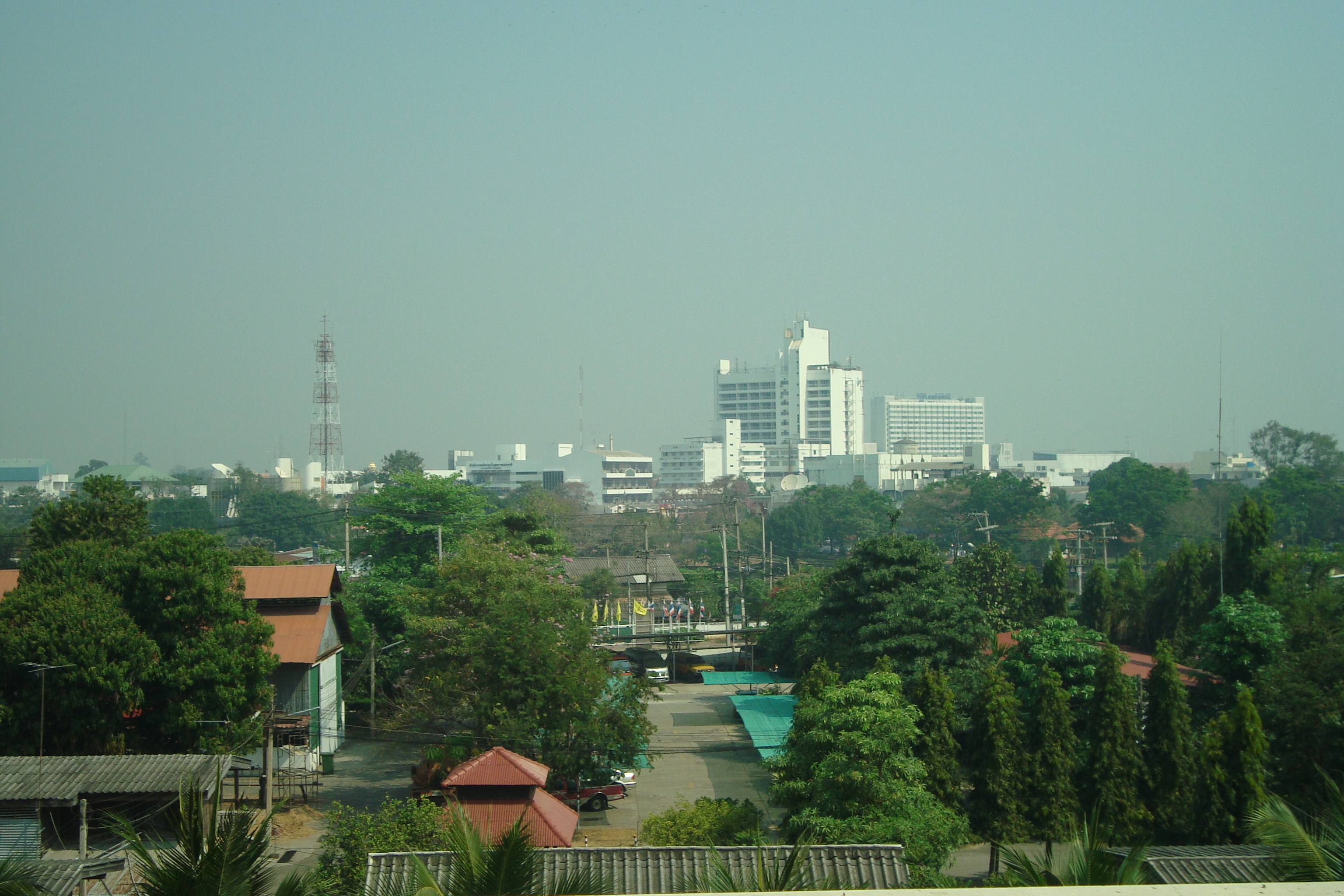
نمایی از فیتسانولوک

فیتسانولوک (در تای: พิษณุโลก، در انگلیسی: Phitsanulok) یکی از شهرهای کشور تایلند و مرکز استان فیتسانولوک است. بر پایه آخرین سرشماری جمعیت این شهر برابر با ۸۴٬۳۱۱ نفر بوده‌است.